# 잉글랜드의 상징
잉글랜드의 상징은 잉글랜드 또는 영국 문화의 상징적이거나 대표적이거나 다른 특징을 나타내는 것들이다. 일부는 공식적인 상징으로 자리 잡고 있다. 예를 들어, 영국의 왕실 문장은 문장으로 성문화(成文化)되어 있다. 다른 상징들은 어떤 이유로든 공식적인 지위를 가지지 않을 수 있지만, 마찬가지로 국가 또는 국제 차원에서 인정되기도 한다.

## 깃발
|  | 잉글랜드의 국기는 13세기부터 이어진, 성 조지의 십자가로 알려져 있는 국기다. 원래 이 깃발은 해양 국가인 제노바 공화국에서 사용되었다. 잉글랜드 국왕은 1190년부터 제노바 도제에게 경의를 표하도록 영국의 선박이 지중해에 입국할 때 보호 수단으로 깃발을 휘날렸다. 또한 적십자는 12세기와 13세기에 많은 십자군의 상징으로 사용되었다. 이 깃발은 국가와 도시와 함께 성 조지와 관련이 있어서 그를 수호성인으로 주장하고 십자가를 상징으로 사용했다. 1606년부터, 성 조지 십자가는 제임스 1세가 디자인 한 범 브리티시(Pan-British) 깃발인 유니언 잭의 디자인의 일부를 구성하게 되었다. |
|  | 영국 왕실 배너 (Royal Banner of England) (왕실의 깃발, 왕의 깃발이라고도 함)은 잉글랜드의 깃발이다. 잉글랜드 왕실 문장이 새겨져 있다. 이 왕실 문장은 잉글랜드의 국기인 성 조지 십자가와는 다른 특정 지역이나 토지를 나타내지 않고 통치자에게 주어진 주권을 상징한다는 점에서 다른 의미를 지닌다. |

## 동식물
|  | 바버리 사자는 잉글랜드의 국가 동물이다. 중세 시대에 런던 탑 왕실 동물원에 있던 사자가 바바리 사자였다. 용기에 대한 명성을 가진 중세 시대 잉글랜드의 전사 지배계급들은 "사자"라는 별명에 이끌렸다. 가장 잘 알려진 예로 "사자심장 리차드"로 알려진 잉글랜드의 리차드 1세가 대표적이었다. 사자는 방패 자체의 장치 또는 방패잡이로, 혹은 잉글랜드의 문장으로 자주 묘사된다. 그들은 또한 조각이나 국가적으로 중요한 장소에 나타납니다. 사자는 잉글랜드 크리켓 국가대표팀 과 같은 잉글랜드의 스포츠 팀의 상징으로 사용된다. |
|  | 참나무는 잉글랜드의 국목(國木)이며, 힘과 인내를 나타낸다. 로열 오크와 오크 애플 데이는 1651년 우스터 전투 (영국 남북 전쟁의 마지막 전투) 이후 국회의 원두당(Roundhead)의 손아귀에서 찰스 2세가 탈출힌 것을 기념한다. 찰스 2세는 떡갈나무에 숨어서, 망명하기 전에 발각되지 않고 안전하게 탐지를 피했다. 메이저 오크는 셔우드 숲 에 있는 800-1000년 된 참나무로, 로빈 후드의 주 은신처로 유명하다. |
|  | 장미는 잉글랜드의 나라꽃이다. 일반적으로 빨간색이며, 대표적으로 잉글랜드 골프 연합과 잉글랜드 럭비 유니언 국가대표팀의 상징으로 사용된다. |

## 음식과 음료
|  | 피쉬 앤 칩스는 19세기 중반부터 잉글랜드의 문화와 요리의 상징으로 인식되어 왔다. 잉글랜드의 공식 전통 요리 중 비공식 타이틀에 대한 강력한 경쟁자로서, 저렴하고 영양가 높은 포장 음식으로 인기가 높다. |
|  | 로스트 비프와 요크셔 푸딩은 잉글랜드 요리에서 널리 소비되는 음식이며 잉글랜드를 상징한다. 이 두 음식은 1731년부터 불렸던 한 노래인 구 잉글랜드의 로스트 비프(The Roast Beef of Old England)로 인해 잉글랜드의 대표 음식 자리를 두는 또 다른 경쟁자가 되었다. 또한 프랑스인들이 잉글랜드인들에게 les rosbifs(로스트 비프)라는 별칭으로 부르기도 했다.                                                                            |
|  | 차는 잉글랜드를 상징하기도 한다. 2006년에 정부가 실행한 설문 조사에 따르면, 차 한 잔이 잉글랜드의 국가 상징이 되었다는 것이 확인되었다고 한다. 다른 관점에 의해선, 그것은 대영제국 및 인도와의 역사적 영국적 연계로 인해 잉글랜드 뿐만 아니라 영국 전체를 상징한다고 여겨질 수 있으며, 특별히 왕실 이전 연합이나 의회 이전 연합은 상징하지 않는다. 잉글랜드, 스코틀랜드, 웨일즈에서도 광범위하고 똑같이 감정에 도취되기도 한다. |

## 문장
|  | 잉글랜드의 왕실 문장은 잉글랜드와 그 국왕을 상징하는 문장이다.중세 성기에 디자인되었으며, 영국의 문장은 영토로서 중대한 변화를 받았다. 중세 잉글랜드 왕국의 정치와 통치는 중세 시대에 걸쳐 변화했다. 하지만, 오래도록 내려온 블레이슨이나 기술적 설명에서는 "붉은 문장(gules) 안에 오른쪽 앞다리를 들고 왼쪽을 향해 걷는 자세(passant)의, 정면을 향한(guardant) 세 마리의 창백한 기운을 가진, 혹은 몸의 색과 다른 "하늘색(Azure)의 혀(langued)를 가지고 있는 사자"라고 한다. 짙은 붉은색 배경의, 푸른 혀와 발톱을 가지고 있는 금사자 세 마리가 수평으로 배치된 채로 관찰자를 바라보고 있다. 이가 의미하는 것은, 비록 1707년, 영국의 왕가에 공식적으로 문장이 포함되았지만, 역사적으로 세 마리의 사자가 등장하는 왕가의 문장은 영국의 파운드 동전에도 그려져 있으며, 영국을 계속 대표하고 있다. 잉글랜드 축구 국가대표팀과 같은 잉글랜드의 여러 국가대표 스포츠 팀에서도 이 문장을 기반으로 팀의 엠블럼을 만들기도 하며, 영국(특히 잉글랜드)의 가장 인정받을 수 있는 국가 상징 중 하나로서 자리를 지키고 있다. |
|  | 에드워드 참회왕의 관은 잉글랜드의 대관보￼￼기(Crown Jewels)이며, 가장 오래된 영국의 상징 보기 중 하나로 남아 있다. 종종 대관식 왕관으로 사용되기도 한다. 1952년부터 이 에드워드 참회왕의 관이 평면적으로 묘사된 문장, 배지, 그리고 기타 휘장 등에 그려졌는데, 영연방 전체에 군주의 권위를 나타내기 위해서이다. |
|  | 평화의 상징인 튜더의 장미는 튜더 왕조에서 그 이름을 따왔다. 장미 전쟁 무렵에 영국의 국가 상징으로 채택되었다. 요크가의 흰 장미와 왕가의 지배권을 놓고 전쟁을 벌였던 사람들이었던 랭커스터가의 붉은 장미를 합친다는 점에서, 이는 혼합주의의 상징이 된다. (플랜태저넷가의 방계 가문(cadet branches)) 이 상징은 잉글랜드의 장미라고도 알려져 있다. |

## 문학
|  | 제프리 초서 (c. 1342/43–1400): "우리말(영어)의 첫 발견자"라는 별명으로 알려져 있고, 그의 24개의 이야기를 모은 중세 영어집 <캔터베리 이야기>는 가장 위대한 영문학 시적 작품으로 남아 있다. |
|  | 찰스 디킨스 (1812–1870): 일반적으로 빅토리아 시대의 가장 위대한 영어권 소설가로 취급된다. 그의 수많은 작품들 중에는 크리스마스 캐롤, 위대한 유산, 올리버 트위스트가 포함된다.             |
|  | 조지 오웰 (에릭 아서 블레어, 1903–1950): 정치적, 우화적 중편소설인 동물 농장과 디스토피아 소설인 1984년을 집필한 영국의 소설가, 에세이 작가, 평론가이다.                                  |
|  | 윌리엄 셰익스피어 (c. 1550–1623?): 영국의 시인, 극작가이다. 주로 영국의 국시인(國詩人)라고 불리며 역사상 가장 위대한 극작가로 여겨진다.                                                   |

## 군사
|  | 올리버 크롬웰 (1599–1658): 엘리자베스 여왕 1세의 서거 이후, 잉글랜드의 위상을 한 번 더 강대국으로 일으킨 잉글랜드의 군인, 정치가이다. 뛰어난 재능을 가졌던 그는 종교적 관용을 믿었다. 그리고 최근까지의 정치적, 사회적으로까지 계속 영향을 끼치게 했다.                        |
|  | 제 1대 말버러 공작 존 처칠 (1650–1722) 스페인 왕위 계승 전쟁 (1701–1714) 동안 가장 큰 군대를 지휘했다. 존 처칠은 "유럽 대륙에서만 10번의 군사 작전을 펼쳤고, 절대 패배하지 않았다. 그리고 내가 지휘했던 요새 역시 함락시키는 것이 불가능했다"라고 말했다고 한다.               |
|  | 호레이쇼 넬슨 (1758–1805): 인문학을 겸비하여, 일생 동안 신과 같은 위상을 갖게 된 위대한 승리를 거둔 영국 해군의 장군이다. 1805년의 트라팔가 해전에서 그의 사후 넬슨은 대중적인 신격화와 도상화가 되었다. 1840년과 1843년 사이에 런던의 트라팔가 광장에 넬슨 기념탑이 세워졌다. |

## 이동수단
|  | AEC 루트마스터 버스: 런던 교통 공사에서 설계되고 장비 회사 조합(Associated Equipment Company) (AEC)와 Park Royal Vehicles(PRV)에서 제작되는 2층 버스이다. 영국의 많은 사람들과 관광객들에게 오랫동안 사랑받아왔다. |
|  | 롤스로이스 한정판 자동차 (1906–1973)와 그 상징물인 보닛 오너먼트, "환희의 여신상" 영국의 초기 자동차 회사들은 우수한 엔지니어링 품질과 모두에게 통하는 우아함으로, 세계적으로 명성을 확립하여 "세계에서 가장 좋은 자동차"를 생산했다면서 널리 인정받았다.                                                                                                 |
|  | 런던 택시(London taxi) / 블랙 캡(Black cap) / 해크니 캐리지(Hackney carriage): 독창적이고 고풍스러운 택시 디자인이다. 허가를 받은 해크니 캐리지들만 예약 없이 거리에서 승객을 태울 수 있다. 런던의 전통적 검은 택시는 적합 조건에 허용된 기준에 의해 특수 제작되었다. 런던의 전통 택시 운전사들은 면허를 가지고 있고, 대규모 교육 과정을 통과했을 것이다. |

## 음악
|  | 비틀즈: 반박할 여지 없이, 20세기의 가장 중요한 음악적이고 문화적인 요소로서의 힘을 가지고 있었다. |
|  | 윌리엄 버드 (c.1539/40 or 1543 - 1623): "영국 음악의 아버지"라고 불리는데, A. L. Rowse는 버드가 "셰익스피어가 극장에 있던 것이었다" 라고 말했다.                                                         |
|  | 에드워드 엘가 (1857–1934): 엘가의 예술적 영감의 상징으로서의 위상은 1999-2010년 영국 지폐에서 기념되었다. 엘가의 수많은 작품 중에는 감동적인 애국가(愛國歌) "희망과 영광의 나라"의 음악이 포함되어 있다. |

## 신화와 민속
|  | 아서 왕: 5세기 말과 6세기 초에 색슨계 영국인들을 물리치고 기사 문학의 국제적 토대가 되었던 전설 속의 브리튼 국왕이다. (브리튼 이야기의 등장인물로 많이 알려져 있다.) 그의 전설이 어떻게 생겨났는지는 알려져 있지 않지만 브리튼어군의 문학에 등장한다. 아서가 실존했던 역사적 인물을 바탕으로 만들어진 인물인지 아닌지 알 수 없다. |
|  | 로빈 후드는 의적 이야기를 다룬 잉글랜드의 민담이다. |

## 인물
|  | 알프레드 대왕은 잉글랜드를 지배하게 된 웨식스 왕국의 왕이었다 |
|  | 윈스턴 처칠 (1874–1965): 2002년 BBC의 위대한 영국인 100인 선정 투표에서 최고로 뽑혔다. 처칠은 영국 역사에서 가장 영향력 있는 사람 중 하나이다.                                                                                       |
|  | 성 게오르기우스 (280–303 AD): 잉글랜드의 수호성인이다. |
|  | 빅토리아 여왕 (1819–1901): 그녀가 재위 중이었던 동안 (1837–1901)은 "빅토리아 시대"라는 이름으로 알려져 있다. 이 시기는 발전된 산업 수준, 문화, 정치, 과학, 군사적 변화의 시기였으며, 대영제국의 거대한 확장으로 특징지어지기도 했다. |

## 기타
|  | 빅 벤은 런던의 웨스트민스터궁 북쪽 끝에 있는 시계탑 안 커다란 종의 별명이다. 넓은 의미로는 시계와 시계탑 모두를 가리키는 단어다. 이 타워는 공식적으로 "엘리자베스 타워" 로도 알려져 있다. 엘리자베스 2세의 다이아몬드 주빌리를 기념하기 위해 2012년에 이름이 변경되었다. 이전에는 단순히 시계탑으로 알려져 있었다. 오늘날 "빅 벤"은 영국에서 가장 유명한 상징 중 하나가 되었다.               |
|  | 버킹엄 궁전은 현직 영국의 군주가 사는 거주지 및 행정 본부다. 왕궁은 간혹 국가 행사 장소가 되기도 하며 국가적 축하 행사 및 애도의 중심이 되기도 한다. |
|  | 콜드 스트림 가드 (Coldstream Guards): 지속적인 현역 복무에 있어 정규군에서 가장 오래된 연대인 근위대이다. 잉글랜드 내전이 있었을 당시 올리버 크롬웰 이 조지 뭉크 대령에게 신형군(New Model Army)의 일환으로 자신의 연대를 결성 할 수 있는 권한을 부여했던 것이 시초였다. |
|  | 모리스 춤은 주로 음악과 함께하는 잉글랜드 민속 무용의 한 형태이다. 여기에는 리듬 스테핑과 무용수들에 의한 안무가 포함되며 주로 정강이에 벨 패드를 착용한다. 모리스 댄서는 춤을 출 때 막대기나 칼, 손수건을 사용할 수 있다. 모리스 춤의 알려진 가장 오래된 잉글랜드의 기록은 1448년으로 거슬러 올라간다.                                                                                       |
|  | 도버 백악절벽: 절벽은 영국 해협의 가장 좁은 부분을 가로지르며, 유럽 대륙과 마주보고 있기 때문에 영국에서 큰 상징적인 가치를 지니고 있다. 이 지역은 역사적으로 침략 위협을 받고 있었고 상징적인 방벽을 형성하였다. 항공 이동수단이 나오기 전에는 도버 해협을 건너는 것이 유럽 대륙으로 가는 주요 경로였으므로 절벽은 항해를 하는 사람들에게 영국의 첫 번째 또는 마지막 광경을 보여주기도 했다. |
|  | 오월제(Maypole)는 영국의 많은 도시와 마을에서 보이는 특색이다. 오월제 춤과 축하 행사는 다가오는 여름을 축하하는 5월을 중심으로 열린다. 사람들은 옷을 맞춰 입고, 때로는 화관을 쓰고, 축제는 리본과 화환으로 장식된다. |
|  | 바자회(Fête)는 봄과 여름에 정기적으로 전국에서 개최되는 행사이다. 이들은 보통 자원 봉사 위원회에 의해 주최된 야외 행사들이며, 아마도 다른 볼거리를 가진 장식용 리본과 차양을 특징으로 하며 차와 케이크와 같은 음식을 제공하는 지역 교회일 것이다. |

## 같이 보기
- 영국의 상징